# Henry Stanley, 4. Earl of Derby

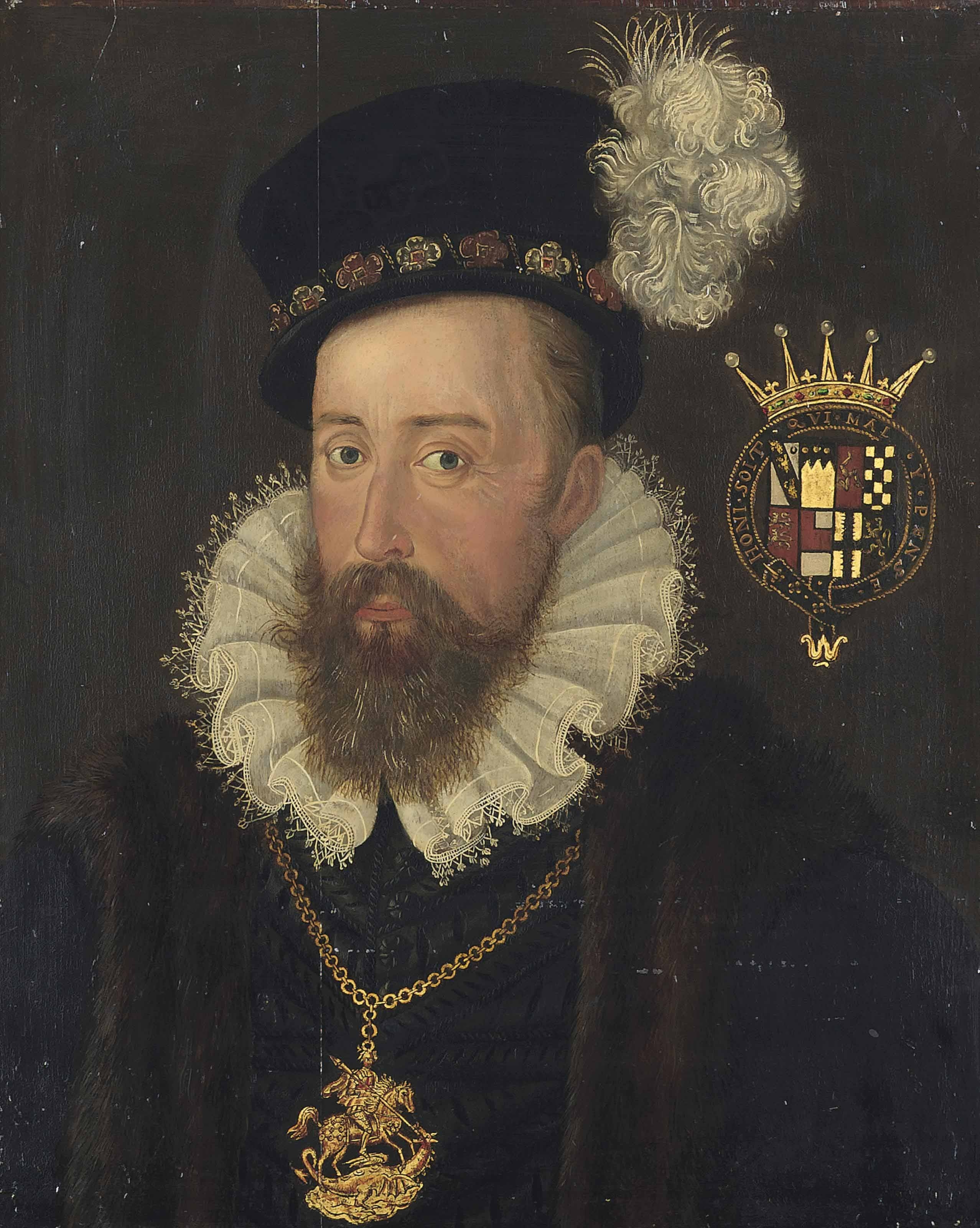
Henry Stanley, 4. Earl of Derby

Henry Stanley, 4. Earl of Derby (* September 1531 in Lathom, Lancashire; † 25. September 1593 ebenda) war ein englischer Adliger, Diplomat und Politiker.

## Leben
Henry Stanley war der älteste Sohn von Edward Stanley, 3. Earl of Derby, und dessen zweiter Ehefrau Lady Dorothy Howard. Seine Großeltern mütterlicherseits waren Thomas Howard, 2. Duke of Norfolk, und dessen zweite Ehefrau Agnes Tilney. Über seine Mutter war er somit ein Cousin ersten Grades der Königinnen Anne Boleyn und Catherine Howard.
Am 7. Februar 1555 heiratete er Lady Margaret Clifford. Sie war das einzige überlebende Kind von Henry Clifford, 2. Earl of Cumberland, und Lady Eleanor Brandon, der jüngeren Tochter Mary Tudors, der jüngeren Schwester König Heinrichs VIII. Die Hochzeit, bei der auch Königin Maria I. und Philipp II. von Spanien anwesend waren, fand im Palast von Whitehall statt. Henry und Margaret bekamen in den nächsten acht Jahren vier Kinder, stritten sich dann jedoch oft und lebten getrennt. 1567 ersuchte Margaret den Berater Königin Elisabeths, Sir William Cecil, um eine Abfindung von ihrem Ehemann. Henry Stanley lebte ab 1570 mit Jane Halsall of Knowsley zusammen, mit der er vier weitere Kinder hatte.
Mit Writ of Acceleration vom 23. Januar 1559 wurde ihm vorzeitig der nachgeordnete Titel seines Vaters als 12. Baron Strange übertragen, wodurch er bereits zu dessen Lebzeiten Mitglied des House of Lords des englischen Parlaments wurde. Beim Tod seines Vaters am 24. Oktober 1572 erbte Stanley auch dessen übrige Adelstitel als 4. Earl of Derby und 5. Baron Stanley, sowie den Titel Lord of Mann. Wenig später wurde er als Nachfolger seines Vaters den Ämtern des Lord Lieutenant von Lancashire und Cheshire ernannt. Zwei Jahre später wurde er von Elisabeth I. gemeinsam mit Henry Herbert, 2. Earl of Pembroke, als Knight Companion in den Hosenbandorden aufgenommen.
1580 wurde Henry Stanley als Gesandter an den Hof König Heinrichs III. von Frankreich entsandt. 1585 wurde er in den Privy Council aufgenommen. Im Prozess gegen die abgesetzte schottische Königin Maria Stuart 1586 war Stanley unter den leitenden Kommissaren.
Nach der Niederlage der spanischen Armada war Stanley Teil einer Gesandtschaft, die über einen Frieden im englisch-spanischen Krieg verhandeln sollte. Für den Prozess gegen Philip Howard, Earl of Arundel und Surrey, wurde er 1589 von Königin Elisabeth zum Lord High Steward ernannt.
1592 zog er sich nach Lathom zurück und starb dort ein Jahr später. Er wurde in Ormskirk beigesetzt.

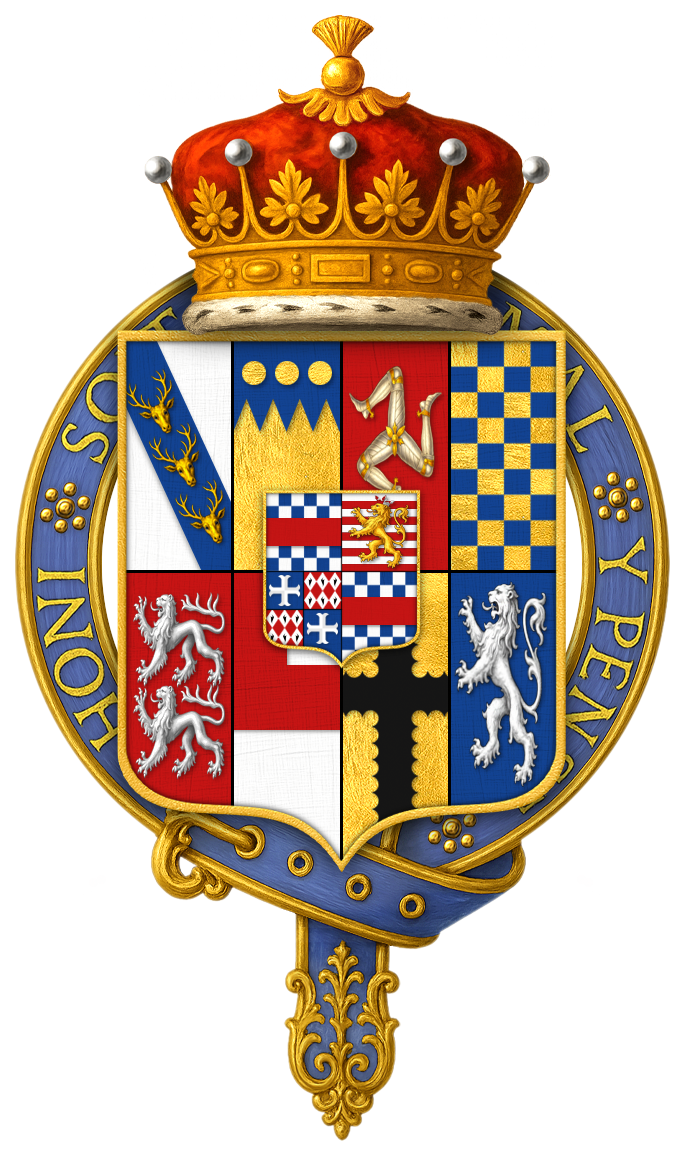
Wappen des Henry Stanley, 4. Earl of Derby

## Ehe und Nachkommen
Aus seiner Ehe mit Lady Margaret Clifford hatte Henry Stanley vier Kinder:
- Hon. Edward Stanley, starb jung;
- Ferdinando Stanley, 5. Earl of Derby (1559–1594), ⚭ Alice Spencer;
- William Stanley, 6. Earl of Derby (1561–1642), ⚭ Elizabeth de Vere;
- Hon. Francis Stanley (* 1562), jung verstorben.

Aus seiner Beziehung zu Jane Halsall of Knowsley war Henry Stanley zudem der Vater von mindestens vier uneheliche Kindern:
- Henry Stanley;
- Thomas Stanley;
- Ursula Stanley, ⚭ John Salusbury († 1613);
- Dorothy Stanley, ⚭ Sir Cuthbert Halsall.